# Augusti 2014
| Augusti 2014 |
| Månader under 2014: Januari · Februari · Mars · April · Maj · Juni · Juli · Augusti · September · Oktober · November · December ← December 2013 · Januari 2015 → |

## Händelser

### 9 augusti
- I samband med 100-årsminnet av Tove Janssons födelsedag 9 augusti 1914 byter  Skatuddsparken i Helsingfors namn till Tove Janssons park.[1]

### 11 augusti

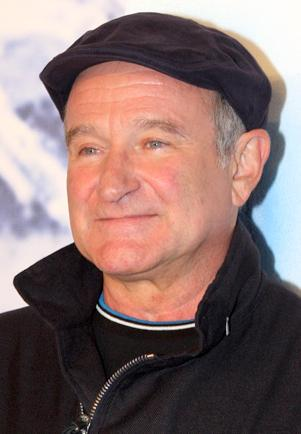
Robin Williams, avliden 11 augusti.

- Skådespelaren Robin Williams avlider, 63 år gammal.[2]

### 16 augusti
- Midnattsloppet arrangeras för 33:e gången och blir med över 40 000 anmälda i år Europas största lopp på distansen 10 kilometer.

### 29 augusti
- Skådespelaren Brasse Brännström avlider vid 69 års ålder.[3]

### 30 augusti
- EU-ledare utser Polens tidigare premiärminister Donald Tusk till Europeiska rådets ordförande och nominerar Italiens utrikesminister Federica Mogherini till Europeiska unionens höga representant för utrikes frågor och säkerhetspolitik.